# مطار سبير
مطار سبير (بالعبرية: מנחת ספיר) (بالإنجليزية: Sapir Airfield)‏ ويعرف أيضاً بمطار عين يحاف (بالعبرية: מנחת עין יהב) هو مطار محلي يقع في إسرائيل شرقي مستوطنة سبير في غور الأردن (وادي عربة) وجنوب البحر الميت على طول الطريق السريع 90. تأسس في 1970.